# كأس ليتوانيا 2011–12
كأس ليتوانيا 2011–12 هو الموسم 23 من كأس ليتوانيا. أقيم خلال الفترة 5 يوليو 2011 وحتى 20 مايو 2012، وأشرف على تنظيمه اتحاد ليتوانيا لكرة القدم، وكان عدد الأندية المشاركة فيه 65، وفاز فيه نادي جالغيريس.